# Tréguidel
Tréguidel is een gemeente in het Franse departement Côtes-d'Armor (regio Bretagne) en telt 628 inwoners (2005). De plaats maakt deel uit van het arrondissement Saint-Brieuc.

## Geografie

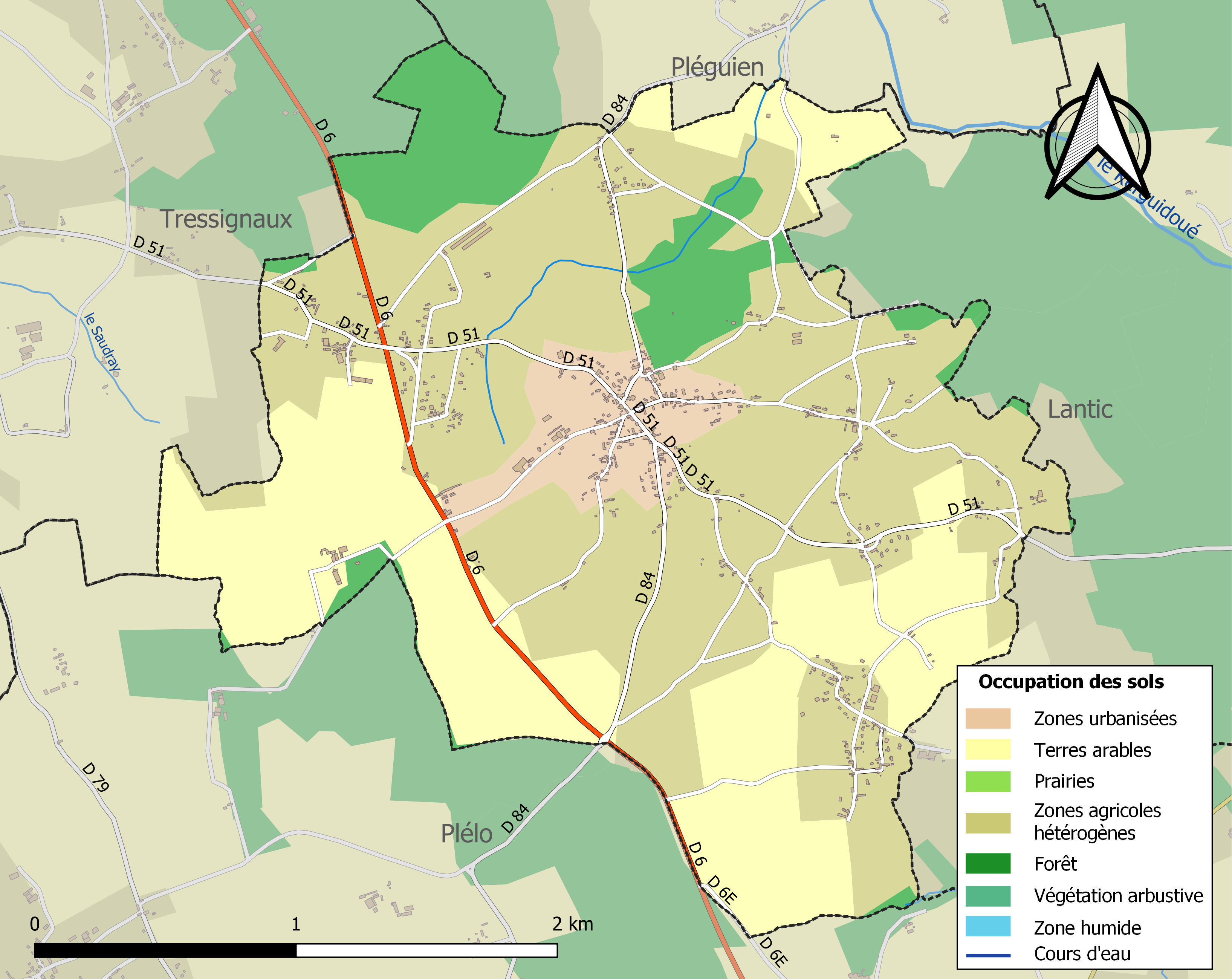
Kaart van de gemeente met de belangrijkste infrastructuur, bodemgebruik en omliggende gemeenten

De oppervlakte van Tréguidel bedraagt 6,6 km², de bevolkingsdichtheid is 95,2 inwoners per km².

## Demografie
Onderstaande figuur toont het verloop van het inwonertal (bron: INSEE-tellingen).